# Kozel (hradiště, okres Plzeň-sever)
Kozel je pravěké hradiště západně od obce Nadryby v okrese Plzeň-sever. Nachází se na ostrožně na levém břehu řeky Berounky v nadmořské výšce 360 metrů. Jeho pozůstatky jsou chráněny jako kulturní památka.

## Historie
Podle nalezených keramických zlomků vzniklo hradiště Kozel v pozdní době bronzové. Podle starších nálezů, které se však nedochovaly, existovalo také v pozdní době halštatské.

## Stavební podoba
Ostrožnu obtéká řeka Berounka na východě a Točínský potok na jihu a na západě. Hradiště s celkovou rozlohou 5,5 hektaru bývalo dvojdílné. Přístupnou severní stranu chránil obloukovitě vedený příkop a val se stopami požáru, který je na vnější straně tři metry vysoký a v patě sedm metrů široký. Severozápadní část valu dlouhá asi dvacet metrů byla na vnitřní straně z velké části odkopána. Na čelní val navazovalo obvodové opevnění ostrožny, které se dochovalo v podobě terasy. Před vnitřním hradištěm se nacházelo úzké předhradí, z jehož opevnění se dochoval téměř nepatrný příkop a nevýrazný val. Vzdálenost mezi vnějším a vnitřním opevněním se podle různých zdrojů uvádí asi patnáct nebo třicet až padesát metrů.